# ویسنته گومز (بازیکن فوتبال، زاده ۱۹۷۱)
ویسنته گومز (انگلیسی: Vicente Gómez؛ زادهٔ ۹ سپتامبر ۱۹۷۱) بازیکن فوتبال اهل اسپانیا است.